# Heriades punctulatus
Heriades punctulatus är en biart som beskrevs av Cockerell 1917. Heriades punctulatus ingår i släktet väggbin, och familjen buksamlarbin. Inga underarter finns listade i Catalogue of Life.